# 지연규
지연규(池連奎, 1969년 8월 15일 ~ )는 전 KBO 리그 한화 이글스의 투수이다.

## 선수 시절

### 아마추어 시절
동아대학교 시절 국가대표팀 투수로 활약했는데 대학교 1학년 때인 1982년 백호기 전국 야구대회에서 2완봉승을 거두는 등 대학 시절 좋은 활약을 펼쳤음에도 유연성 부족 탓인지 프로에서 성공하지 못한 오명록 이후  고등학교(북일고) 3학년이던 1987년 대통령배 봉황대기 2관왕의 주역이기도 한 본인(지연규)이 1988년 입학하여  동아대에 대형 투수가 등장하기도 했으나 본인(지연규) 이전 동아대 대형 투수였던 오명록과 마찬가지로 유연성에서 문제점을 드러내기도 했다. 동아대학교 시절 구대성과 정민태와 더불어 대학야구 Big 3로 불렸으며 1992년 당시 신인 최고 계약금을 받고 빙그레 이글스에 입단했다.

### 빙그레 이글스&한화 이글스시절
1992년에 입단했으나 대학야구가 끝난 1991년 10월 이후 훈련을 하지 않고 쉰 데다 계약 마감일인 1992년 1월 31일이 되어서야 계약하여 다른 선수들에 비해 15일가량 늦게 전지훈련에 합류하여 무리하게 던지다가 오른쪽 어깨를 다쳐 수술을   받았으며  7시즌 동안 부상 등으로 별 활약을 보이지 못해 3승(92년 선발로만 2승)(2002년 4선발승으로 갱신)밖에 올리지 못했다. 이후 잠시 물러나 2년간 대전고등학교 코치를 맡다가 2001년에 신고선수로 복귀했는데 한화에 앞서 동아대 선배인 박동수 당시 롯데 코치에게 야구를 하고 싶다는 말을 전했으며 이에 박동수 코치도 좋다고 했지만 나이가 너우 많다는 이유로 롯데는 테스트 계획을 철회했다. 2005년까지 활동하다가 2006년 말 중간 계투들의 잇다른 부상으로 복귀했다. 2006년 한국시리즈 5차전에서 구원 등판해 4이닝 무실점으로 호투했다.

## 야구선수 은퇴 후
2006년 시즌 후 다시 현역에서 물러나 잠시 모교인 북일고등학교의 야구부 코치로 재직했고, 2011년에 새로 창단한 NC 다이노스의 선수 구성을 위한 스카우트로 영입됐다. 후에 코치-프런트 순환 원칙에 의해 투수코치로 보직이 변경됐다가 2013년에는 2군 투수코치로 활동했다.

## 출신 학교
- 시목초등학교
- 천안북중학교
- 북일고등학교
- 동아대학교

## 통산 기록
| 연도 | 소속   | 평균 자책 | 경기 | 승리 | 패전 | 세이브 | 이닝   | 피안타 | 사사구 | 탈삼진 | 실점 | 자책점 |
| ---- | ------ | --------- | ---- | ---- | ---- | ------ | ------ | ------ | ------ | ------ | ---- | ------ |
| 1992 | 빙그레 | 5.97      | 9    | 2    | 0    | 0      | 28 2/3 | 39     | 12     | 12     | 20   | 19     |
| 1993 | 빙그레 | 3.38      | 6    | 0    | 2    | 0      | 24     | 24     | 8      | 8      | 10   | 9      |
| 1994 | 한화   | 11.25     | 4    | 0    | 0    | 0      | 4      | 3      | 6      | 2      | 5    | 5      |
| 1995 | 한화   | 5.14      | 9    | 1    | 2    | 0      | 28     | 33     | 23     | 8      | 21   | 16     |
| 1996 | 한화   | 3.38      | 9    | 0    | 0    | 0      | 10 2/3 | 10     | 3      | 5      | 4    | 4      |
| 2001 | 한화   | 9.00      | 3    | 0    | 0    | 0      | 3      | 7      | 2      | 1      | 3    | 3      |
| 2002 | 한화   | 5.35      | 20   | 4    | 9    | 0      | 77 1/3 | 92     | 33     | 48     | 49   | 46     |
| 2003 | 한화   | 5.20      | 12   | 2    | 3    | 0      | 45     | 51     | 18     | 8      | 32   | 26     |
| 2004 | 한화   | 5.57      | 20   | 0    | 4    | 3      | 32 1/3 | 36     | 19     | 17     | 23   | 20     |
| 2005 | 한화   | 2.84      | 33   | 0    | 1    | 20     | 38     | 30     | 20     | 32     | 13   | 12     |
| 2006 | 한화   | 2.25      | 7    | 1    | 1    | 0      | 8      | 6      | 3      | 3      | 2    | 2      |
| 통산 | 11시즌 | 4.88      | 132  | 10   | 22   | 23     | 299    | 331    | 147    | 144    | 182  | 162    |